# Ahmed Ali Silay
Pour les articles homonymes, voir Silay.
 (décembre 2023).
Si vous disposez d'ouvrages ou d'articles de référence ou si vous connaissez des sites web de qualité traitant du thème abordé ici, merci de compléter l'article en donnant les références utiles à sa vérifiabilité et en les liant à la section « Notes et références ».
Ahmed Ali Silay, né le 26 mai 1954 à Djibouti, et mort le 1er août 2019 en Turquie est un fonctionnaire et homme politique de la république de Djibouti.

## Carrière
Ahmed Ali Silay est titulaire d'une maîtrise. À partir de 1984, il est professeur d'histoire géographie dans différents collèges de la capitale, puis nommé principal du CES de Boulaos en 1996.
Il devient chef du service de l'enseignement supérieur au ministère de l'Éducation nationale et de l'Enseignement supérieur en 2002.
Nommé ministre délégué chargé de la Coopération internationale auprès du ministre des Affaires étrangères en mars 2008, il conserve son poste lors des remaniements ministériels de mai 2011 et mars 2013 .